# Michael Lenzly
Michael Lenzly, né le 1er mars 1981 à Oxford, en Angleterre, est un joueur anglais de basket-ball. Il évolue au poste d'arrière. 